# كلدة (كيسم)
کلدة (بالفارسية: کلده) هي قرية تقع في إيران في غيلان. يقدر عدد سكانها بـ 224 نسمة بحسب إحصاء 2016.